# Ignaz Reiss

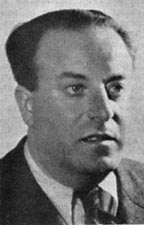
Ignaz Reiss

Ignaz Reiss (* 1899 in Podwołoczyska, Galizien, Österreich-Ungarn, heute Ukraine, als Nathan Markowitsch Poretzki; † 4. September 1937 in Lausanne, Schweiz) war ein sowjetischer Agent. Er stammte aus einer jüdischen Familie und war ein führender Mitarbeiter des sowjetischen Militärgeheimdienstes GRU in Paris und der Schweiz. 1937 sagte er sich öffentlich von dem Sowjetsystem unter Stalin los. Kurze Zeit später wurde er von einem Kommando des NKWD in der Schweiz ermordet.

## Politik
Reiss trat 1919 der polnischen KP bei, arbeitete aber von Wien für den im Aufbau befindlichen Apparat der Komintern. Danach gehörte Reiss im Westen zu einem Spitzenkader des Aufklärungsdienstes der Roten Armee. Leute wie Reiss verstanden sich nicht als Agenten, sondern als „Soldaten der Weltrevolution“. Als Reiss einen Befehl aus Moskau erhielt, nach Moskau zurückzukehren, tauchte er unter. Er hatte gute Gründe zu fürchten, dass er dort vor Gericht gestellt und/oder ermordet werden sollte. Reiss nahm Kontakt zu Trotzkis Verbündeten auf und teilte ihnen mit, dass Stalin entschieden habe, den Trotzkismus außerhalb der Sowjetunion zu liquidieren. Er bekannte sich öffentlich zu Leo Trotzki und flüchtete in die Schweiz.
Vorher hatte er in einem offenen Brief an das Zentralkomitee in Moskau seine Kritik an der Partei geäußert und zur Unterstützung von Leo Trotzki aufgerufen.
Am 3. September 1937 wurde Reiss von einem Kommando der Auslandsabteilung des NKWD aufgefunden und in der Nacht auf den 4. September auf einer Lausanner Chaussee durch mehrere Kugeln ermordet. Die mit ihm befreundete Agentin Gertrud Schildbach hatte ihn in eine Falle gelockt. Die schweizerische und französische Polizei verdächtigte Sergei Efron und Mark Zborowski, an diesem Attentat beteiligt gewesen zu sein.
Wenige Monate nach Reiss brach auch der Revolutionär der ersten Stunde Walter Kriwitzki, der aus dem gleichen ostgalizischen Dorf wie Reiss stammte, mit der kommunistischen Partei der UdSSR. Die Führung der OGPU hatte vorher von ihm verlangt, Reiss zu ermorden.
Kriwitzki sagte sich von Stalin los und offenbarte seinen Agentenstatus dem französischen Staat. Dieser ließ ihn unter Polizeischutz stellen. Kriwitzki flüchtete dann mit seiner Frau nach Paris und dann an die französische Riviera, später in die USA. Elizabeth Poretsky (Elisabeth Poretzki), die Witwe des Ignaz Reiss/Poretzki, veröffentlichte 1968 ein Erinnerungsbuch an ihren Mann (s. Literatur).

## Auszeichnungen
- Rotbannerorden (1928)